# Rösen von Skändlaberget
Die Rösen von Skändlaberget (auch Skandla rös) sind zwei bronzezeitliche Rösen (schwedisch  gravröser) bei Skändla, mitten auf Hisingen, bei Göteborg. 
Die Rösen liegen im Wald zwischen Säve im Norden und Tuve im Süden, an der Grenze zwischen Bohuslän und Västergötland, die vor dem Frieden von Roskilde 1658 die Grenze zwischen Schweden und Norwegen war.
Die runde Röse hat etwa 18,0 m Durchmesser, ist knapp über zwei Meter hoch und von einer Randsteinmauer gefasst. Die Steine sind 0,1–1,0 m groß (normalerweise 0,3–0,5 m). In der Mitte liegt eine 0,5 m tiefe Grube mit 0,7 m Durchmesser. Im Nordwestbereich liegt auf der Oberfläche eine Anzahl flacher Steine. Außerhalb der Westseite verläuft eine etwa 6,0 m lange Nord-Süd orientierte Steinreihe aus 0,2–1,0 m hohen Steinen. 
Die zweite Röse ist eine etwa gleich hohe Långröse. Das paarweise Auftreten von Rösen ist verbreitet.